# Luigi Gazzoli (1735-1809)
Luigi kardinal Gazzoli, italijanski rimskokatoliški duhovnik, škof in kardinal, * 4. maj 1735, Terni, † 23. junij 1809.

## Življenjepis
15. novembra 1801 (pri 66. letih) je prejel duhovniško posvečenje.
16. maja 1803 je bil povzdignjen v kardinala in pectore.
11. julija 1803 je bil ponovno povzdignjen v kardinala in imenovan za kardinal-diakona S. Adriano al Foro.